# Wapen van Moergestel

Wapen van Moergestel

Het wapen van Moergestel werd op 16 juli 1817 bij besluit van de Hoge Raad van Adel aan de toenmalige Noord-Brabantse gemeente Moergestel bevestigd. Op 1 januari 1997 ging deze gemeente op in de gemeente Oisterwijk, waarmee het wapen van Moergestel als gemeentewapen kwam te vervallen.

## Blazoenering
De blazoenering bij het wapen luidt als volgt:
Van lazuur beladen met St.Jan van goud, verzeld ter wederzijde van een schild van goud, het eerste gevierendeeld, ten eersten en vierden beladen met een leeuw, ter tweede en derde met een boomstruik; het tweede schild beladen met 3 hoorns, alles van lazuur.
De heraldische kleuren zijn lazuur (blauw) en goud (geel). Dit zijn de rijkskleuren.

## Geschiedenis
Het wapen is afgeleid van een schependomzegel van de heerlijkheid Moergestel uit 1403. Hierop staat Johannes de Doper afgebeeld, met aan zijn rechterzijde het wapen van de hertogen van Brabant-Limburg en aan zijn linkerzijde het wapen van het geslacht Horn-Perwijs. St. Jan houdt het Lam Gods in zijn handen. De tekenaar van de Hoge Raad van Adel heeft deze tekening verbasterd: het Lam Gods is een hoofd geworden, en twee van de leeuwen uit het wapen van Brabant-Limburg zijn veranderd in boomstruiken. Waarschijnlijk zijn de kleuren van het wapen bij de aanvraag niet aangegeven, waardoor het wapen is verleend in de rijkskleuren goud op blauw.

## Verwante wapens

Wapen van Jan III van Brabant
Het wapen van het Huis Horne

Aalburg
· Aalst
· Aarle-Rixtel
· Alem 
· Alem, Maren en Kessel
· Almkerk
· Alphen en Riel
· Andel
· Baardwijk
· Bakel en Milheeze
· Beek en Donk
· Beers
· Berghem
· Berkel-Enschot
· Berlicum
· Besoyen
· Beugen en Rijkevoort
· Bladel en Netersel
· Bokhoven
· Borkel en Schaft
· Boxmeer
· Budel
· Capelle
· Chaam
· Cromvoirt
· Cuijk
· Cuijk en Sint Agatha
· De Werken en Sleeuwijk
· Den Dungen
· Deurne en Liessel
· Dieden, Demen en Langel
· Diessen
· Dinteloord (en Prinsenland)
· Dinther
· Dommelen
· Drongelen, Haagoort, Gansoijen en Doeveren
· Drunen
· Duizel en Steensel
· Dussen
· Eersel
· Eethen
· Emmikhoven en Waardhuizen
· Empel en Meerwijk
· Engelen
· Erp
· Esch
· Escharen
· Fijnaart en Heijningen
· Gassel
· Geffen
· Geldrop
· Gemert
· Genderen
· Gestel en Blaarthem
· Giessen
· Ginneken en Bavel
· Grave
· 's Gravenmoer
· Haaren 
· Halsteren
· Haps
· Haren en Macharen
· Hedikhuizen
· Heesch
· Heeswijk
· Heeswijk-Dinther
· Heeze
· Helvoirt
· Herpt
· Hoeven
· Hooge en Lage Mierde
· Hooge en Lage Zwaluwe
· Hoogeloon, Hapert en Casteren
· Huijbergen
· Kessel
· Klundert
· Landerd
· Leende
· Liempde
· Lierop
· Lieshout
· Linden
· Lith
· Luyksgestel
· Maarheeze
· Maasdonk
· Maashees en Overloon
· Made en Drimmelen
· Maren
· Meeuwen
· Megen, Haren en Macharen
· Mierlo
· Mill en Sint Hubert
· Moergestel
· Nederwetten en Eckart
· Nieuw-Ginneken
· Nieuw-Vossemeer
· Nieuwkuijk
· Nistelrode
· Nuenen en Gerwen
· Nuland
· Oeffelt
· Oerle
· Oijen en Teeffelen
· Oost-, West- en Middelbeers
· Oploo, Sint Anthonis en Ledeacker
· Ossendrecht
· Oud en Nieuw Gastel
· Oudenbosch
· Oudheusden
· Princenhage
· Prinsenbeek
· Putte
· Raamsdonk
· Ravenstein
· Reek
· Reusel
· Riethoven
· Rijsbergen
· Rijswijk
· Roosendaal en Nispen
· Rosmalen
· Sambeek
· Schaijk
· Schijndel
· Sint Anthonis
· Sint-Michielsgestel
· Sint-Oedenrode
· Soerendonk, Sterksel en Gastel
· Sprang
· Sprang-Capelle
· Standdaarbuiten
· Stiphout
· Stratum
· Strijp
· Terheijden
· Teteringen
· Tongelre
· Uden
· Udenhout
· Veen
· Veghel
· Veldhoven en Meerveldhoven
· Velp
· Vessem, Wintelre en Knegsel
· Vierlingsbeek
· Vlierden
· Vlijmen
· Vrijhoeve-Capelle
· Wanroij
· Waspik
· Werkendam
· Westerhoven
· Wijk en Aalburg
· Willemstad
· Woensel (en Eckart)
· Woudrichem
· Wouw
· Zeeland
· Zesgehuchten
· Zevenbergen